# يان غريفز
يان غريفز (بالإنجليزية: Ian Greaves)‏ (26 مايو 1932 في المملكة المتحدة - 2 يناير 2009 في المملكة المتحدة) هو مدرب كرة قدم ولاعب كرة قدم بريطاني في مركز الدفاع. لعب مع أولدهام أثلتيك ومانشستر يونايتد ولينكولن سيتي أف سي.

## وصلات خارجية
- يان غريفز على موقع قاعدة بيانات كرة القدم.إي يو (الإنجليزية)
- يان غريفز على موقع Soccerbase.com (لاعب) (الإنجليزية)
- يان غريفز على موقع Soccerbase.com (مدرب) (الإنجليزية)